# K Boom FC
A K Boom FC egy belga labdarúgócsapat volt Boom városában. Az egyesület labdarúgó-szakosztályát 1908-ban alapították. 1998-ben összeolvadt a szintén boom-i Rupel Boom-mal.
A klub kétszer szerezte meg a másodosztály és szintén kétszer a harmadosztály bajnoki trófeáját.

## Sikerei, díjai
Challenge League
- Győztes (2): 1937–38, 1976–77
- Feljutó (1): 1991–92

Third Division
- Győztes (2): 1962–63, 1970–71
- Feljutó (2): 1925–26, 1930–31

## Fordítás
Ez a szócikk részben vagy egészben  a   K. Boom F.C. című angol Wikipédia-szócikk fordításán alapul.  Az eredeti cikk szerkesztőit annak laptörténete sorolja fel. Ez a jelzés csupán a megfogalmazás eredetét és a szerzői jogokat jelzi, nem szolgál a cikkben szereplő információk forrásmegjelöléseként.